# Willie Carson
William “Willie” Carson fue un jugador de fútbol estadounidense nacido es Escocia y que jugó con el equipo nacional de Estados Unidos en el partido en que perdieron por 8 a 1 contra la selección de fútbol de Inglaterra el 28 de mayo de 1959. En esa época jugaba para el equipo Los Angeles Kickers.

## Trayectoria
Marcó el gol ganador para Los Angeles Kickers en el partido final de la Copa Nacional de 1958.